# Рут (Каліфорнія)
Рут (англ. Ruth) — переписна місцевість (CDP) в США, в окрузі Триніті штату Каліфорнія. Населення — 254 особи (2020).

## Географія
Рут розташований за координатами 40°17′38″ пн. ш. 123°20′54″ зх. д. / 40.29389° пн. ш. 123.34833° зх. д. (40.293849, -123.348335).  За даними Бюро перепису населення США в 2010 році переписна місцевість мала площу 104,95 км², з яких 100,60 км² — суходіл та 4,35 км² — водойми.

## Демографія
Згідно з переписом 2010 року, у переписній місцевості мешкало 195 осіб у 99 домогосподарствах у складі 48 родин. Густота населення становила 2 особи/км².  Було 315 помешкань (3/км²).
Расовий склад населення:
| - 87,2 % — білих - 4,6 % — корінних американців - 0,5 % — азіатів |

До двох чи більше рас належало 7,2 %. Частка іспаномовних становила 1,0 % від усіх жителів.
За віковим діапазоном населення розподілялося таким чином: 12,3 % — особи молодші 18 років, 63,6 % — особи у віці 18—64 років, 24,1 % — особи у віці 65 років та старші. Медіана віку мешканця становила 54,9 року. На 100 осіб жіночої статі у переписній місцевості припадало 97,0 чоловіків;  на 100 жінок у віці від 18 років та старших — 94,3 чоловіків також старших 18 років.
За межею бідності перебувало 12,0 % осіб, у тому числі 0,0 % дітей у віці до 18 років та 20,0 % осіб у віці 65 років та старших.
Цивільне працевлаштоване населення становило 16 осіб. Основні галузі зайнятості: мистецтво, розваги та відпочинок — 75,0 %, публічна адміністрація — 25,0 %.